# Beagle B.121
Die Beagle B.121 Pup („junger Hund“) ist ein leichtes einmotoriges Propellerflugzeug des britischen Herstellers Beagle Aircraft aus den 1960er Jahren. Es wurde als zweisitzige Kunstflugmaschine oder als viersitziges Transportflugzeug angeboten.

## Geschichte
Die Pup ist ein einmotoriges Ganzmetallflugzeug, das als Tiefdecker mit starrem Dreibeinfahrwerk ausgelegt wurde. Als Basis diente das projektierte Flugzeug Miles M-117, das aber weitgehend aus Kunststoff gefertigt werden sollte. Der Prototyp der B.121 Series 1 oder „Pup 100“ bestritt seinen Erstflug am 8. April 1967. Der Antrieb bestand aus einem Kolbenmotor Rolls-Royce Continental O-200A mit 100 PS (74 kW), von dem sich der inoffizielle Name ableitete. Hinter den zwei vorderen Sitzen erhielt die Series 1 zwei Kindersitze.
Die nächsten zwei Prototypen erhielten ein vergrößertes Leitwerk sowie einen 150 PS (110 kW) starken Lycoming O-320-A2B und wurden als Series 2 oder „Pup 150“ bezeichnet. Einer der Kindersitze wurde durch einen Erwachsenensitz ersetzt.
Am 12. April 1968 lieferte Beagle die erste Maschine an die Flugschule Shoreham aus. Zahlreiche weitere Exemplare konnten weltweit an Fliegerclubs und Privatnutzer verkauft werden. Die Series 3 oder „Pup 160“ mit einem Lycoming O-360-A wurde für die zivile Pilotenausbildung im Iran entwickelt und nur in kleiner Stückzahl hergestellt. 1969 war die Gesamtproduktion auf eine Maschine pro Tag angestiegen.
Im Dezember 1969 beendete die britische Regierung die finanzielle Unterstützung des Unternehmens und stellte es unter Zwangsverwaltung. 1970 wurde Beagle Aircraft aufgelöst und die Produktion trotz 276 offener Bestellungen beendet. 21 fast fertiggestellte Flugzeuge konnten später doch noch vollendet werden. Insgesamt entstanden 66 Series 1, 98 Series 2 und neun Series 3.
Als Militärversion der Pup entstand die Beagle B.125 Bulldog. Nur der Prototyp stammte noch von Beagle. Die Serienproduktion übernahm Scottish Aviation.

## Technische Daten (Series 2)
| Kenngröße                     | Daten                                         |
| ----------------------------- | --------------------------------------------- |
| Besatzung                     | 1                                             |
| Passagiere                    | 3                                             |
| Länge                         | 7,07 m                                        |
| Spannweite                    | 9,45 m                                        |
| Höhe                          | 2,28 m                                        |
| Flügelfläche                  | 11,2 m²                                       |
| Flügelstreckung               | 8,0                                           |
| Leermasse                     | ~590 kg                                       |
| Startmasse                    | 873 kg                                        |
| +4,4g / −1,76g                |                                               |
| Maximale Reisegeschwindigkeit | 213 km/h (115 kt)                             |
| Höchstgeschwindigkeit         | 278 km/h (150 kt)                             |
| Dienstgipfelhöhe              | 5180 m (17.000 ft)                            |
| Reichweite                    | 1019 km                                       |
| Triebwerke                    | 1 × Kolbenmotor Lycoming O-320-A2B mit 112 kW |
| Propeller                     | 1 × Sensenich M74 DMS-0-60                    |

## Bildergalerie

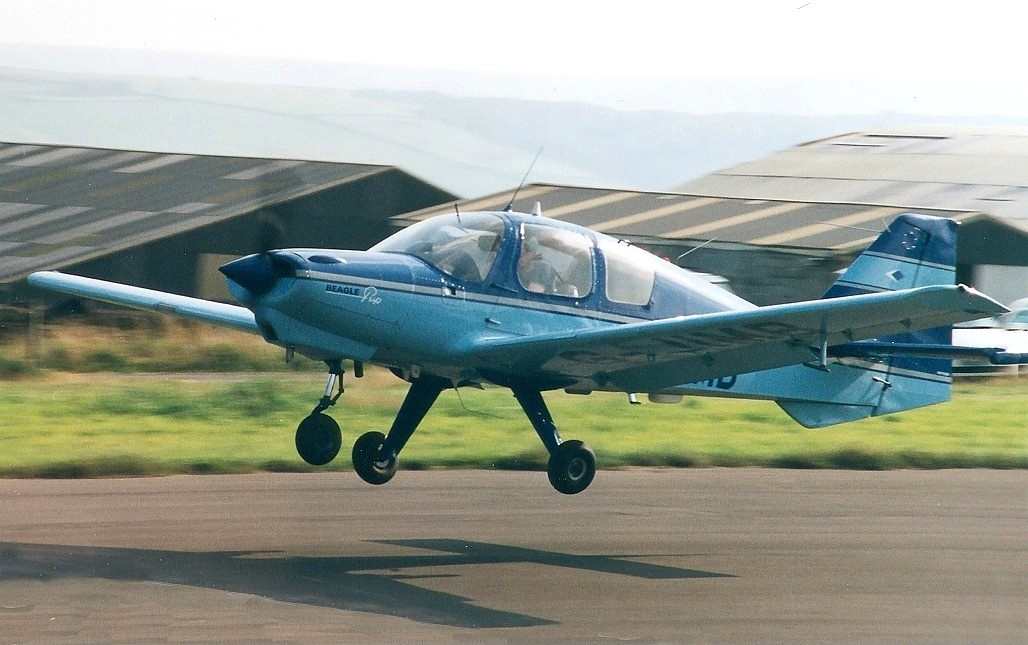
Beagle B-121 Pup Series 1 (1999)
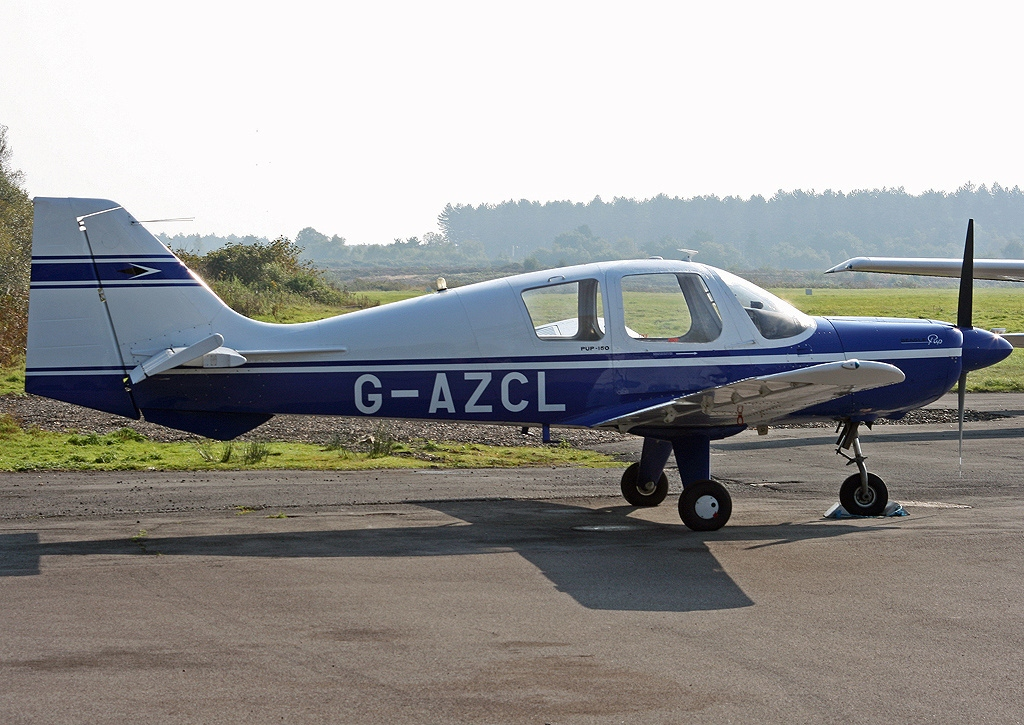
Beagle B-121 Pup Series 2 G-AZCL (2008)
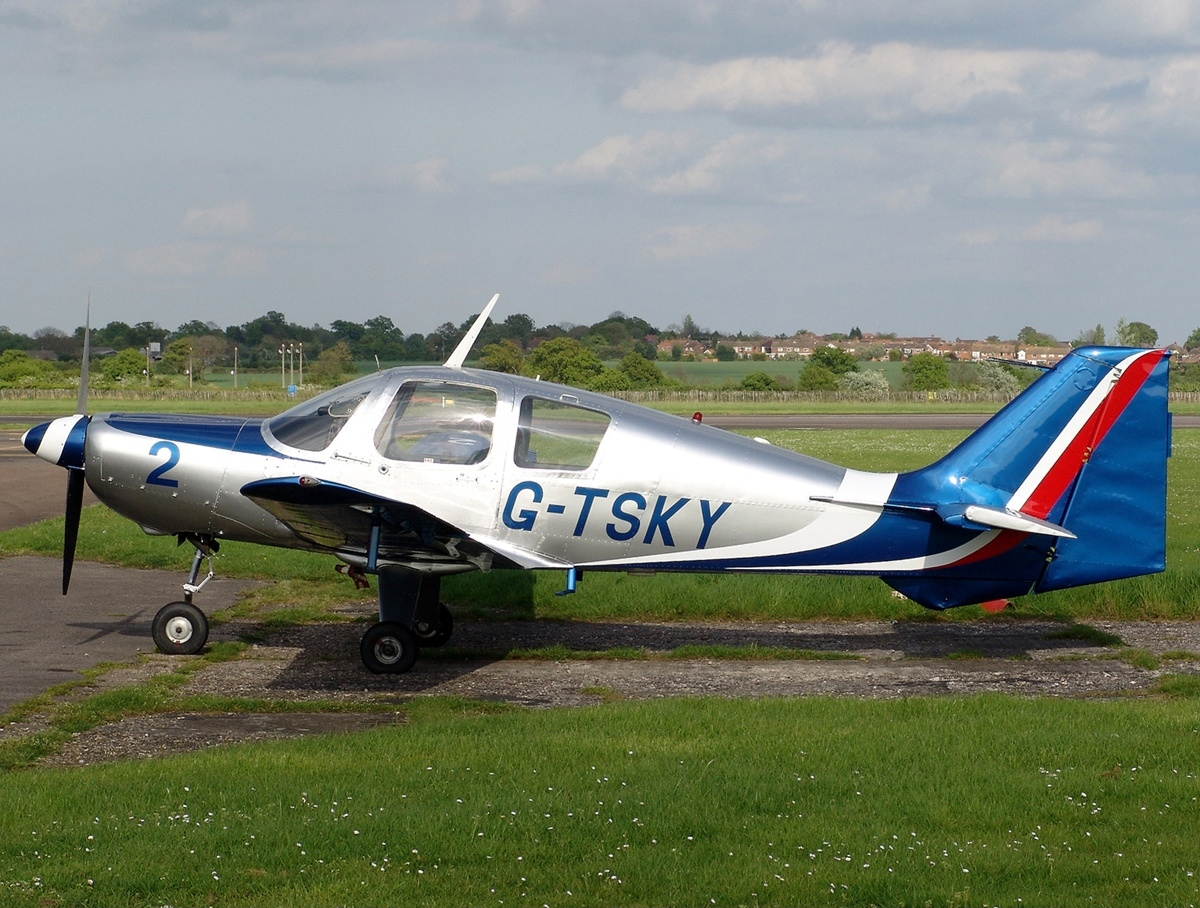
Beagle B-121 Pup 100 G-TSKY (2005)
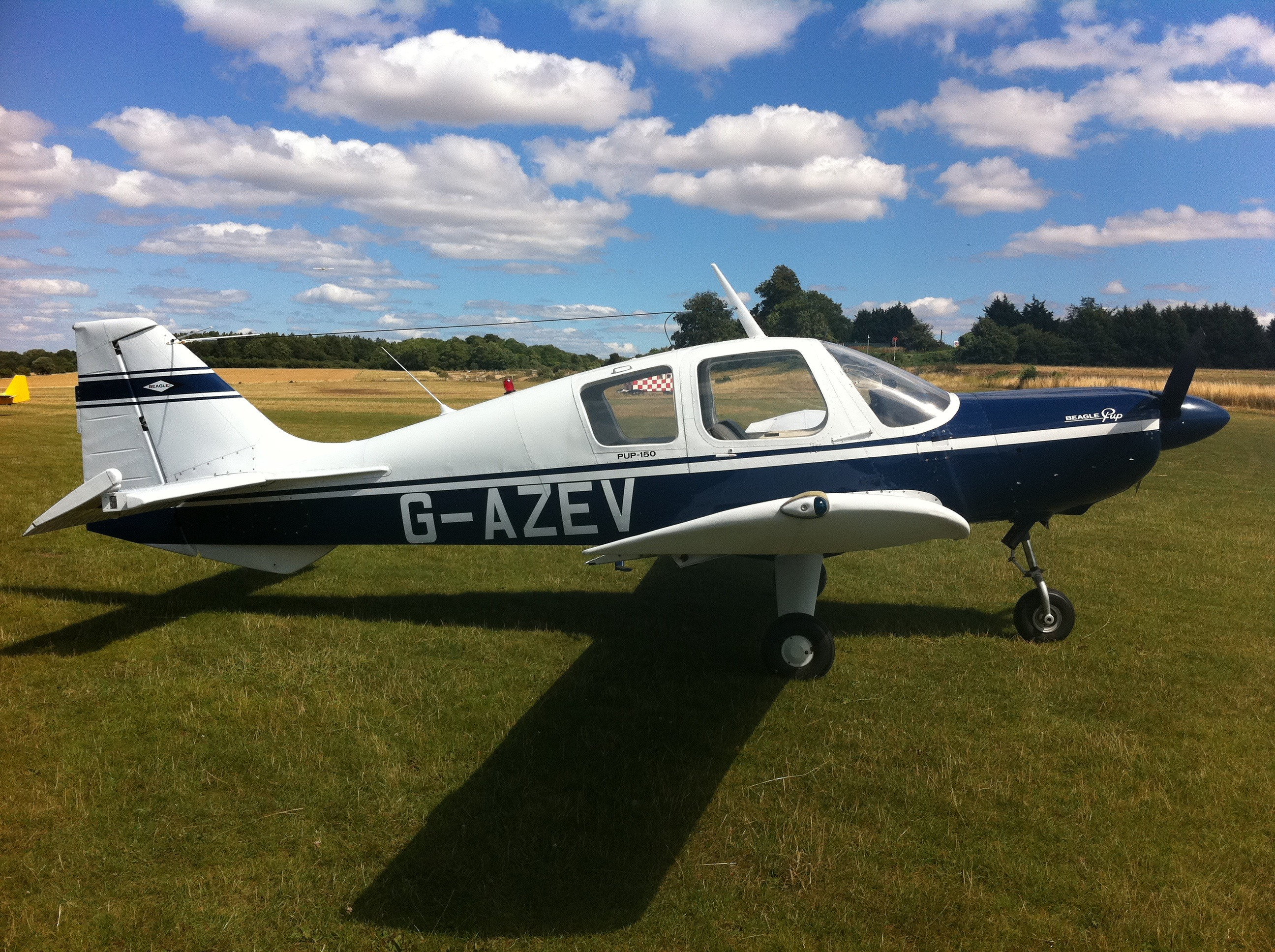
Beagle B.121 Pup 150 G-AZEV (2013)
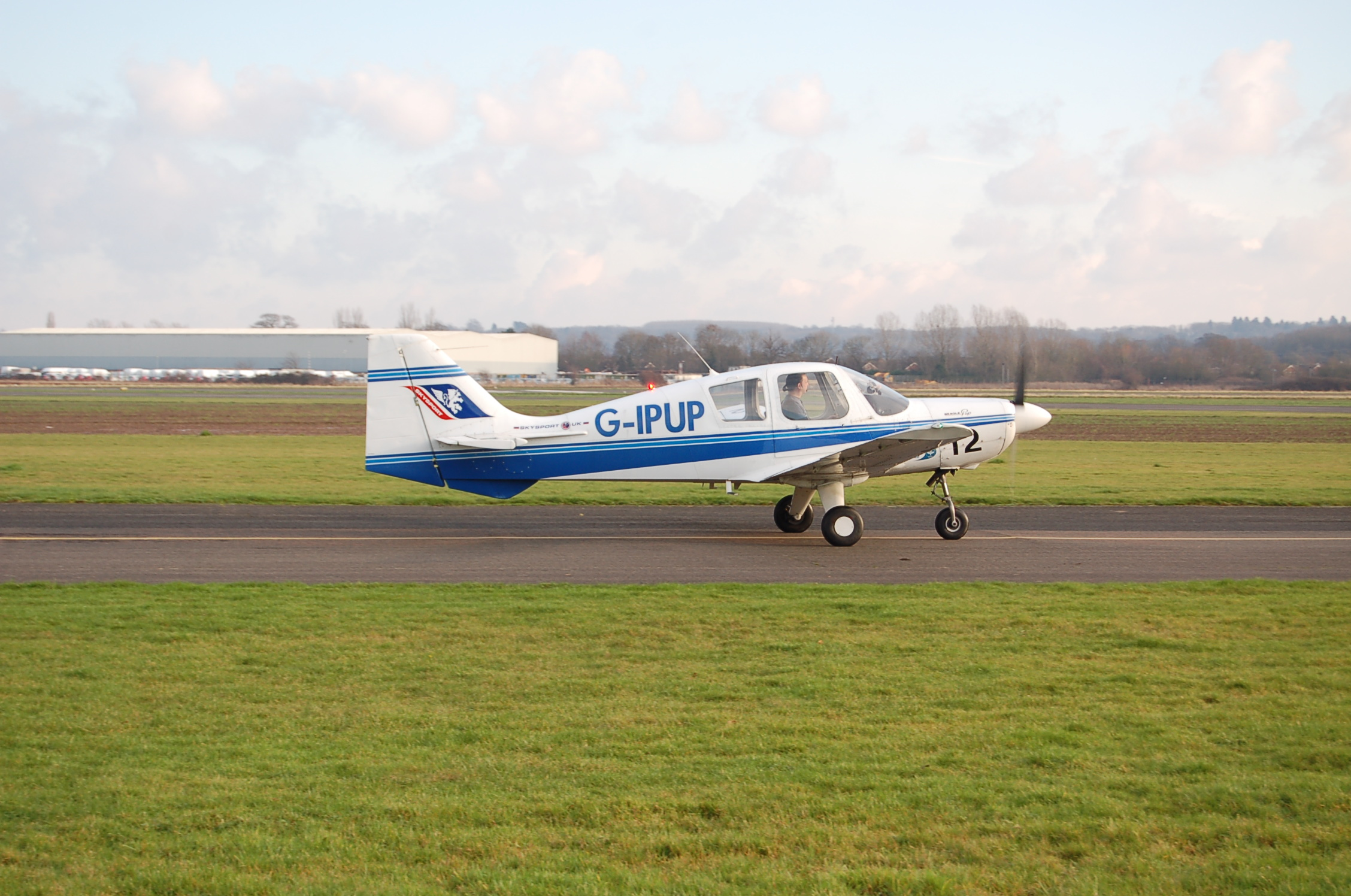
Beagle B-121 Pup G-IPUP (2013)
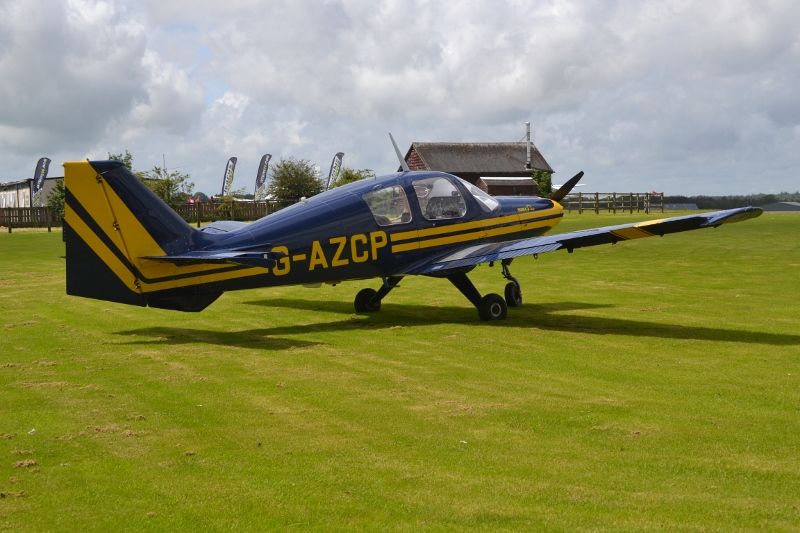
Beagle B121 Pup G-AZCP (2014).